# スーパーシャークエンターテイメント
スーパーシャークエンターテイメントは、日本の声優事務所、舞台やイベントの企画制作会社。

## 概要
2015年6月に設立した声優タレント事務所で、所属声優は若手が中心。付属の声優養成講座「STRAIGT UP」も開催している。
声優マネジメント以外には舞台制作も行っており、2018年にはゲームアプリと連動した舞台『忍ノSAGA』を企画し、ゲームアプリ版の販売も手掛けている。
2020年3月15日に当時の所属者のほとんどが前年に新設された事務所・MYSTARに移籍。その後、公式サイトが閉鎖されている。

## かつて所属していた声優
- 摩天楼由香[5]（引退）
- 平野妹[6]（現所属：CROSS CALL）
- 井上奈菜[7]（現所属：IAMエージェンシー(準所属)）
- 田中聖奈[8]（現所属：アミュレート(預かり)）
- 中谷一博[9]（現所属：インテンション）
- 田中太郎[10]（引退）
- 最上みゆう[11]（フリー）
- 鳴海真奈美[12]（フリー）
- 此処なつ[13]（引退）
- 西原翔吾（現所属：MYSTAR）
- 藤東知夏（現所属：MYSTAR）
- 舞原鈴（現所属：MYSTAR）
- 橘ゆき（現所属：MYSTAR）
- 国実久留子（現所属：MYSTAR）
- 平本雄（現所属：MYSTAR）
- 唐木亮（現所属：MYSTAR(準所属)）
- 澄川莉沙（現所属：MYSTAR(準所属)、角まり紗に改名）
- 横山媛奈（現所属：レオパード・スティール(準所属)）
- 山品明日香（現所属：MYSTAR(準所属)）

## 制作

### ゲーム
- 忍ノSAGA（2018年）[14]

### 舞台
- 服部翼×鷹松宏一コラボ 総合エンターテイメントLIVE「Griffin Attract vol.1」（2015年10月3日、VUENOS） - Enthenaと共同主催・協同制作[15]
- わんぱく彩 デビューイベントステージ『リトルマン・メイト』～愛はソーラン、ニシンから守れ～（2017年5月17日 - 21日、新宿村LIVE） - 主催[16]
- 朗読劇「theater of fairytale」 in ホワイトチャペル（2018年6月1日・2日、東京ガーデンパレス） - 制作[17]
- 忍ノSAGA〜風磨編〜（2018年8月15日 - 19日、CBGKシブゲキ!!） - 企画・原作・脚本・製作[18]
- 朗読劇「あっくんとカノジョ～松尾真砂の日常～」（2018年10月25日・26日、科学技術館サイエンスホール）[19]
- 林家畳 Vol.1『陽だまりの中で』（2019年1月23日 - 27日、シアターグリーン BIG TREE THEATER） - 制作[20]

### ラジオドラマ・ドラマCD
- JS図書委員が読んでくれたらシリーズ（2016年） - 収録・編集
- キミに奏でるセレナーデシリーズ（2016年） - 収録・編集
- 活恋高校☆探偵部シリーズ（2016年） - 音響監督[21]
- たません!（2017年）[22]
- 錬金術師アリス（2017年）[23]

### その他
- ビジュアルブックシリーズ「theater of fairytale」